# Zastava Jemena
Zastava Jemena usvojena je 22. svibnja 1990., istog dana kada su se ujedinili Sjeverni i Južni Jemen. Crveno, bijelo i crno polje predstavljaju Panarapske boje, kao i na zastavama Egipta, Iraka i drugih država. 
Prema službenom priopćenju, crvena predstavlja krvoproliće nad mučenicima i jedinstvo, bijela svijetlu budućnost, a crna mračnu prošlost.

## Zastave Jemena
- Zastava Kraljevstva Jemena (1927. – 1962.)
- Zastava Arapske Republike Jemen (1962. – 1990.)
- Zastava Narodne Demokratske Republike Jemen (1967. – 1990.)

## Vanjske poveznice
- Flags of the World